# جاكوب جي. فريك
جاكوب جي. فريك (بالإنجليزية: Jacob G. Frick)‏ هو عسكري أمريكي، ولد في 23 يناير 1825 في مقاطعة نورثمبرلاند في الولايات المتحدة، وتوفي في 5 مارس 1902 في بوتسفيل في الولايات المتحدة.